# Amida Care
Amida Care — план охорони здоров’я штату Нью-Йорк.

## Огляд
Amida Care - це план охорони здоров’я в Нью-Йорку, який керує медичними засобами для хворих на ВІЛ / СНІД та інші хронічні захворювання, такі як залежність, проблеми психічного здоров'я та бездомність. Некомерційний фонд був заснований у 2003 році. Одне з його акцентів приділяється членам ЛГБТК-спільноти, включаючи трансгедерних людей. Організація працює в Нью-Йорку, і є найбільший планом охорони здоров’я з особливими потребами у штаті. Президентом та генеральним директором організації є Дуг Вірт. У 2018 році компанія отримала близько 400 мільйонів доларів доходу.

## Програми
План охорони здоров'я Live Life Plus включає огляд ситуації щодо профілактики ВІЛ та зменшення ризику його отримання, послуги щодо дотримання лікування та багатопрофільні послуги з охорони поведінки. Amida Care також надає допомогу особам, у яких діагностовано гепатит С. Amida Care співпрацює з місцевими партнерами з метою надання медичної та немедичної допомоги, наприклад, консультацій з житлом. Компанія працює над тим, щоб виявити та звернутися до людей, які припинили приймати ліки від ВІЛ, щоб допомогти у лікуванні.
У 2017 році Amida Care розширила план охорони здоров'я Live Life Plus для включення ВІЛ-негативних, окрім ВІЛ-позитивних трансгендерних осіб, через історичні труднощі трансгендерних людей у доступі до медичної допомоги.